# Lista de temporadas da NFL
Esta é  uma lista das temporadas da National Football League.
| Década de 1920       | Década de 1920 | Década de 1920 | Década de 1920 | Década de 1920 | Década de 1920 | Década de 1920 | Década de 1920 | Década de 1920 | Década de 1920 |
| -------------------- | -------------- | -------------- | -------------- | -------------- | -------------- | -------------- | -------------- | -------------- | -------------- |
| 1920                 | 1921           | 1922           | 1923           | 1924           | 1925           | 1926           | 1927           | 1928           | 1929           |
| Década de 1930       |                |                |                |                |                |                |                |                |                |
| 1930                 | 1931           | 1932           | 1933           | 1934           | 1935           | 1936           | 1937           | 1938           | 1939           |
| Década de 1940       |                |                |                |                |                |                |                |                |                |
| 1940                 | 1941           | 1942           | 1943           | 1944           | 1945           | 1946           | 1947           | 1948           | 1949           |
| Década de 1950       |                |                |                |                |                |                |                |                |                |
| 1950                 | 1951           | 1952           | 1953           | 1954           | 1955           | 1956           | 1957           | 1958           | 1959           |
| Década de 1960 (NFL) |                |                |                |                |                |                |                |                |                |
| 1960                 | 1961           | 1962           | 1963           | 1964           | 1965           | 1966           | 1967           | 1968           | 1969           |
| Década de 1960 (AFL) |                |                |                |                |                |                |                |                |                |
| 1960                 | 1961           | 1962           | 1963           | 1964           | 1965           | 1966           | 1967           | 1968           | 1969           |
| Década de 1970       |                |                |                |                |                |                |                |                |                |
| 1970                 | 1971           | 1972           | 1973           | 1974           | 1975           | 1976           | 1977           | 1978           | 1979           |
| Década de 1980       |                |                |                |                |                |                |                |                |                |
| 1980                 | 1981           | 1982           | 1983           | 1984           | 1985           | 1986           | 1987           | 1988           | 1989           |
| Década de 1990       |                |                |                |                |                |                |                |                |                |
| 1990                 | 1991           | 1992           | 1993           | 1994           | 1995           | 1996           | 1997           | 1998           | 1999           |
| Década de 2000       |                |                |                |                |                |                |                |                |                |
| 2000                 | 2001           | 2002           | 2003           | 2004           | 2005           | 2006           | 2007           | 2008           | 2009           |
| Década de 2010       |                |                |                |                |                |                |                |                |                |
| 2010                 | 2011           | 2012           | 2013           | 2014           | 2015           | 2016           | 2017           | 2018           | 2019           |
| Década de 2020       |                |                |                |                |                |                |                |                |                |
| 2020                 | 2021           | 2022           | 2023           | 2024           | 2025           | 2026           | 2027           | 2028           | 2029           |